# Heterodelta nea
Heterodelta nea är en fjärilsart som beskrevs av Druce 1898. Heterodelta nea ingår i släktet Heterodelta och familjen nattflyn. Inga underarter finns listade i Catalogue of Life.